# Evelyn Steinthaler
Evelyn Steinthaler (* 1971 in Klagenfurt, Kärnten) ist eine österreichische Schriftstellerin, Comicautorin, Lektorin, literarische Übersetzerin und Podcasterin.

## Leben
Steinthaler verbrachte ihre Kindheit in Vetrinj/Viktring. Sie besuchte die Goldschmiedefachschule in Borovlje/Ferlach und maturierte in Celovec/Klagenfurt. Studium im Hauptfach Publizistik an der Universität Wien. Steinthaler schrieb ihre Diplomarbeit über den Lyriker Erich Fried und dessen Arbeit für den Deutschen Dienst der BBC während des Kalten Krieges. Steinthaler war Schülerin von Ed Sanders und Gert Jonke. Sie arbeitet seit 1999 immer wieder als Performerin und auch als Model für die Konzeptkünstlerin Ines Doujak, wie auch im Film The Devil Opens a Night School to Teach the Secrets of Success and Failure, den Doujak 2015 gemeinsam mit John Barker schrieb und produzierte.
Steinthaler arbeitete u. a. für die APA, die Schule für Dichtung in Wien, den Kosmos Frauenraum und in zwei Wiener Verlagen. Sie entwickelte und leitete 2017 und 2018 das Schreibprojekt „Wir schreiben uns ein“ für geflüchtete Frauen in Kooperation mit dem Wiener Literaturhaus und der Österreichischen Gesellschaft für Literatur.
Evelyn Steinthaler unterrichtete 2020 und 2021 am Institut für Judaistik der Universität Wien. Derzeit (Stand 2024) ist Steinthaler vor allem in der politischen Bildung tätig.
Seit 2024 ist sie Host des Podcasts "The Patient Podcast" der Patient Advisory Group der European Society of Radiology.  

## Auszeichnungen
- 2008: Bruno-Kreisky-Preis für das politische Buch für Frauen 1938
- 2022: Sachbuchstipendium der Literar-Mechana

## Publikationen (Auswahl)
- Jüdisches London. Stadtführer, Mandelbaum Verlag, Wien 2008, ISBN 978-3-85476-286-7.
- als Hrsg.: Frauen 1938. Verfolgte – Widerständige – Mitläuferinnen. Milena Verlag, Wien 2008. ISBN 978-3-85286-161-6
- Morgen muß ich fort von hier. Richard Tauber. Die Emigration eines Weltstars. Biografie, Milena Verlag, Wien 2011, ISBN 978-3-85286-208-8
- Wien 1945. Chronik, Milena Verlag, Wien 2015. ISBN 978-3-902950-25-3
- „Mag's im Himmel sein, mag's beim Teufel sein“ – Stars und die Liebe unter dem Hakenkreuz. Verlag Kremayr & Scheriau, Wien 2018, ISBN 978-3-218-01130-3.
- Peršmanhof – 25. April 1945. gemeinsam mit Verena Loisel. Graphic Novel, Bahoe Books, Wien 2018, ISBN 978-3-903022-85-0.
- Peršmanova domačija - 25. April 1945, ins Slowenische übertragen von Jernej Biščak. Založba ZRC, Ljubljana 2022, ISBN 978-961-05-0659-1.
- Schau nicht hin. Kunst als Stütze der Macht. Die Geschichte der Diven des NS-Kinos. Kremayr & Scheriau, Wien 2024, ISBN 978-3-218-01338-3.

## Anthologien (Auswahl)
- Abgesammelt, in: Petra Rainer (Hrsg.): En Détail. Alte Wiener Läden, Holzhausen Verlag, Wien 2002.
- zum 8. März 2002, in: El Awadalla, Traude Korosa (Hrsg.): …bis sie gehen. Sisyphus, Celovec/Klagenfurt 2004.
- Wanderins Schatten, in: Traude Korosa (Hrsg.): haust der wind in deinem haar, Luftschacht Verlag, Wien 2004.
- 1. Oruro, 2. Knitted combat mitten, 3. Catalina de Erauso, in: Ines Doujak, John Barker: „Loomshuttles, Warpaths“. An Eccentric Archive 2010–2018. Spector Verlag, Leipzig 2018.

## Übersetzungen
- Simpel spricht sich aus von Langston Hughes, aus dem Englischen, Milena Verlag, Wien 2008, ISBN 978-3852861722
- Philipp Rohrbach, Niko Wahl (Hrsg.): Austria – A Soldier’s Guide, aus dem Englischen, Czernin Verlag, Wien 2017, ISBN 978-3707606034

## Audio
- Nicht nur in Worten, auch in der Tat. Käthe Sasso erzählt ihre Jugend im Widerstand. Hörbuch (3 CDs), Konzept und Regie gemeinsam mit Klaus Sander, supposé, Berlin 2012, ISBN 978-3-86385-003-6.